# Amoris laetitia
Amoris laetitia (česky Radost z lásky) je druhá apoštolská exhortace, kterou 8. dubna 2016 vydal papež František. Má podtitul O lásce v rodině, pojednává o problematice rodiny a vyzývá například k většímu pochopení pro rozvedené, kteří uzavřeli nový sňatek. Dává v ní větší důraz na svědomí věřících.
Skládá se z 325 odstavců a má 391 poznámek pod čarou. Římský biskup v ní shrnuje výsledky debat, které z celosvětové diskuse římskokatolické církve vyplynuly na mimořádné a řádné biskupské synodě o rodině v letech 2014 a 2015.
Na konci roku 2016 vyvolalo rozruch v katolické církvi, když čtveřice kardinálů (Raymond Burke, Carlo Caffarra, Walter Brandmüller, Joachim Meisner) formálně požádala papeže o vysvětlení některých souvislostí Amoris laetitia, zejména postoje k podávání svatého přijímání rozvedeným a civilně znovu sezdaným katolíkům. Když papež na pět jimi položených otázek typu „ano/ne“ (tzv. „dubia“) po několik měsíců neodpověděl, vyložili si to jako souhlas s veřejným vedením diskuze na toto téma a tyto otázky spolu s průvodním dopisem zveřejnili.